# Белозёров, Игорь Михайлович
И́горь Миха́йлович Белозёров (23 августа 1926, Свердловск — 2 июля 1994, Екатеринбург) — советский и российский актёр театра и кино, народный артист РСФСР (1980).

## Биография
Родился 23 августа 1926 года в Свердловске.
В 1948 году окончил Свердловский театральный институт. В 1948—1949 годах играл в Ирбитском драматическом театре.
В 1949 году вошёл в труппу Свердловского ТЮЗа (позднее Екатеринбургский театр юного зрителя), где проработал до своей кончины. За исключением сезона 1960—1961 годов, когда артист играл в Нижнетагильском драматическом театре.
 Белозёров — первый из артистов Свердловского ТЮЗа, кто был удостоен звания «Народный артист России». Не гнушался даже самыми маленькими ролями, сыграл Карабаса-Барабаса более 650 раз. В общей сложности количество сыгранных ролей около 250.

Роли у него были разные: значимые – типа В. Ленина, проходные – деда Мороза. Помню его в роли деда Мороза, как в старом здании ТЮЗа, где сейчас театральный институт на углу улиц Первомайской и Р. Люксембург, так и в новом здании. Когда он появлялся на сцене, в зале раздавался детский визг и крики радости и восторга.
Игорь Михайлович оставил хорошее впечатление и среди коллег артистов. «Он всегда помогал молодым. Шутил. Устраивал партнёрам маленькие сюрпризы. То вдруг преподнесёт букет цветов, — вспоминает В. Дёмин, — где никогда этого раньше не делал, то вынесет на сцену «контрольную крысу», которую загрызла кошка (это когда играл профессора биологии). Вот, мол, неожиданность для тебя, не растеряйся».
— Владимир Голдин, «Композитор Родыгин: Эпоха и люди», 2005
.
Скончался 2 июля 1994 года в Екатеринбурге, похоронен на Сибирском кладбище.

## Работы в театре
- 1952 — «Наш большой друг» — Аркадий Гайдар (реж. С. П. Силаев)
- «Мещане» М. Горького — Нил
- «Преступление и наказание» Ф. Достоевского — Свидригайлов
- «Три мушкетера» А. Дюма — Атос
- «Гроза» А. Островского — Дикой
- «Русские люди» К. Симонова — Глоба
- «Снежная королева» Х. К. Андерсена — советник
- «Именем революции» М. Шатрова — Ленин
- «Золотой ключик» А. Толстого — Карабас Барабас
- «Гимназисты» — Брагин
- «Человек рассеянный» — почтальон
- «Нашествие» — Фаюнин

## Фильмография
1. 1957 — Во власти золота — Поликарп Емельянович Белоносов, адвокат
2. 1960 — Одна строка — Пётр Павлович Мусатов, начальник стройки
3. 1965 — Игра без правил — предприниматель
4. 1968 — Угрюм-река — управляющий
5. 1970 — Драма в цирюльне (короткометражный) — Эраст Иванович
6. 1970 — Званый вечер с итальянцами (фильм-спектакль) — муж мадам Баландар
7. 1985 — Иван Бабушкин — граф Кутайсов (2-я серия), генерал Сухотин (3-я серия)
8. 1985 — Не имеющий чина — эпизод
9. 1986 — Покушение на ГОЭЛРО — коммерсант
10. 1988 — За кем замужем певица? — эпизод
11. 1992 — Сам я — вятский уроженец — чёрт

## Награды
- Заслуженный артист РСФСР (31.07.1970)[4]
- Народный артист РСФСР (27.06.1980)